# Тинн, Олев Эдуардович
Олев Эдуардович Тинн (эст. Olev Tinn; 3 сентября 1920, Городок, Витебская губерния — 6 сентября 1971, Таллин) — эстонский советский актёр театра и кино. Заслуженный артист Эстонской ССР (1962).

## Биография
Родился в 1920 году в Городок в семье Эдуарда Тинна — военного медика, позже ставшего актёром.
Начала сценическую деятельность ещё подростком, с 1933 года участвуя в детских ролях драматической студии, где его отец был актёром и режиссёром.
С началом войны был эвакуирован в СССР, где в 1941—1942 годах был актёром эстонского ансамбля Татарской филармонии в Казани, а в 1942—1944 годах — актёр Государственных ансамблей Эстонии в Ярославле.
С 1944 года — актёр Эстонского государственного академического театра драмы им. В. Кингисеппа.
В 1950 году окончил Государственный театральный институт Эстонской ССР.

Начав с ролей молодых героев вскоре перешёл на характерные роли. С успехом играет комедийные и сатирические роли.
— Театральная энциклопедия
Выступал по телевидению и на радио, снимался в эпизодических ролях в фильмах киностудии «Таллинфильм».
Член Театрального общества Эстонской ССР с 1953 года. Член КПСС с 1958 года. В 1962 году присвоено звание Заслуженный артист Эстонской ССР.
Умер в 1971 году в Таллине.

## Фиьмография
- 1951 — Свет в Коорди / Valgus Koordis — Кристьян Тааксалу
- 1955 — Михайло Ломоносов — Трускот
- 1956 — На задворках / Tagahoovis — Муркин
- 1959 — Подводные рифы / Veealused karid — Верди
- 1961 — Случайная встреча / Juhuslik kohtumine — эпизод
- 1963 — Люди не всё знают — эпизод
- 1964 — Жаворонок — военный инженер
- 1964 — Новый нечистый из преисподней / Põrgupõhja uus Vanapagan — эпизод
- 1966 — Что случилось с Андресом Лапетеусом? / Mis juhtus Andres Lapeteusega? — эпизод